# بزرگراه شهید تندگویان
بزرگراه شهید تندگویان با شماره بزرگراه ۳۷ یکی از بزرگراه‌های تهران است که جهت شمالی-جنوبی دارد. این بزرگراه که در جنوب تهران واقع شده، از میدان بهمن در امتداد شرقی بزرگراه بعثت آغاز شده و به تقاطع با بزرگراه‌های هاشمی (بهشت زهرا) و آزادگان منتهی می‌شود.

## تقاطع ها
| از شمال به جنوب                  | از شمال به جنوب                              | از شمال به جنوب |
| -------------------------------- | -------------------------------------------- | --------------- |
| میدان بهمن                       | بزرگراه بعثت خیابان دشت آزادگان خیابان وفایی |                 |
| دوربرگردان                       |                                              |                 |
|                                  | بزرگراه یارجانی                              |                 |
|                                  | خیابان برادران عبدی بوستان ولایت             |                 |
|                                  | میدان لطیفی میدان بهمنیار                    |                 |
|                                  | خیابان کوهی                                  |                 |
|                                  | خیابان میعاد                                 |                 |
|                                  | خیابان میثاق                                 |                 |
| میدان مرکزی میوه و تره بار تهران |                                              |                 |
|                                  | بزرگراه هاشمی بزرگراه آزادگان                |                 |
| از جنوب به شمال                  |                                              |                 |